# Schizochroa
Schizochroa är ett släkte av tvåvingar. Schizochroa ingår i familjen Aulacigastridae.
Kladogram enligt Catalogue of Life:
| Schizochroa | \| \| Schizochroa ecuadoriensis \| \| \| \| \| \| Schizochroa melanoleuca \| \| \| \| \| \| Schizochroa minuta \| \| \| \| \| \| Schizochroa plesiomorphica \| \| \| \| |
|             | \| \| Schizochroa ecuadoriensis \| \| \| \| \| \| Schizochroa melanoleuca \| \| \| \| \| \| Schizochroa minuta \| \| \| \| \| \| Schizochroa plesiomorphica \| \| \| \| |
|             | Aulacigaster |
|             | |
|             | Curiosimusca |
|             | |
|             | Echidnocephalodes |
|             | |
|             | Schizochroa ecuadoriensis |
|             | |
|             | Schizochroa melanoleuca |
|             | |
|             | Schizochroa minuta |
|             | |
|             | Schizochroa plesiomorphica |
|             | |

|  | Schizochroa ecuadoriensis  |
|  |                            |
|  | Schizochroa melanoleuca    |
|  |                            |
|  | Schizochroa minuta         |
|  |                            |
|  | Schizochroa plesiomorphica |
|  |                            |